# Lasioglossum asaphes
Lasioglossum asaphes är en biart som beskrevs av Mcginley 1986. Lasioglossum asaphes ingår i släktet smalbin, och familjen vägbin. Inga underarter finns listade i Catalogue of Life.